# 李昇烈 (歌手)
李昇烈（韓語：이승열，1970年2月15日—）， 韓國男歌手及詞曲作家。

## 作品列表

### 電視劇原聲帶
- 2006年：《完美的一天》原聲帶〈為什麼〉
- 2007年：《順其自然(電視劇)》原聲帶〈我們〉
- 2008年：《聚光燈》原聲帶〈Stand 4 U〉
- 2011年：《公主的男人》原聲帶〈含著淚花〉
- 2015年：《未生》原聲帶〈飛吧〉
- 2016年：《信號》原聲帶〈開花〉
- 2018年：《從天而降億萬顆星星》原聲帶

〈Someday〉
- 2024年：《雖然不是英雄》原聲帶〈 Laputa〉

### 電影原聲帶
- 2005年：《偵探-影子》《海岸線-海浪》
- 2016年：《火影忍者-消防及司法》

### 音樂專輯
- 2003：《此日 此時 此地》
- 2007：《交換愛情》
- 2011：《Why We Fail》
- 2013：《v》
- 2015：《SYX》

## 外部連結
- naver  李昇烈 （页面存档备份，存于）
- daum  李昇烈
- daum  李昇烈[永久]